# 熱血猿飛佐助
『熱血猿飛佐助』（ねっけつさるとびさすけ）は、1972年10月9日から1973年4月9日までTBS系列の『ブラザー劇場』内で放送された時代劇である。全27回。

## 概要
二人の忍者・猿飛佐助と霧隠才蔵の対決を軸とした、スポ根時代劇。真田十勇士に入る前の佐助を主人公に展開する。
- 2025年現在、衛星波チャンネルでの再放送は行われておらず、DVD・ブルーレイの発売もされていない。

## 出演者
- 猿飛佐助：桜木健一
- 戸沢白雲斎：露口茂
- 小夜：上村香子
- 六助：川口英樹
- とよ：丹阿弥谷津子
- 海野義隆：山形勲
- 蓮海和尚：山田吾一
- 霧隠才蔵：篠田三郎
- 熊五郎：穂高正伸
- 真田正春：神有介

## スタッフ
- 原作：林芙美子
- 企画：斉藤頼照、渡部健作（東映）、橋本洋二（TBS）
- 脚本：石堂淑朗、市川森一、上原正三、長坂秀佳
- 音楽：菊池俊輔
- 撮影：並河孝治 ほか
- 照明：伊藤貞一 ほか
- 美術：前田清 ほか
- 録音：奥村春三 ほか
- 編集：河合勝巳 ほか
- 助監督：三好雄二 ほか
- 記録：大原より子 ほか
- 衣装：東京衣装
- 美粧・結髪：東和美粧
- 装飾：関西美工
- 装置：河合美術
- 邦楽監修：中本敏生
- 進行主任：秋本叶 ほか
- 現像：東洋現像所（現：イマジカ）
- ナレーター：加藤也朱雄
- 特技：宍戸大全
- 協力：京都大覚寺
- 監督：奥中惇夫、小野登、山際永三、加島昭、山崎大助
- 制作：TBS、東映

## 主題歌
オープニング主題歌「熱血猿飛佐助」
作詞：石堂淑郎／作編曲：猪俣公章／歌：桜木健一、みすず児童合唱団
レコードはアモンレコード（ディスコメイトレコードの前身。『アイアンキング』などで知られる）から発売。
挿入歌「いざゆけ猿飛佐助」
作詞：上原正三／作編曲：猪俣公章／歌：桜木健一、みすず児童合唱団

## 放送日程
データ参考：『福島民報』福島民報社、1972年10月9日 - 1973年4月9日付のラジオ・テレビ欄より。
　
| 回 | 放送日         | サブタイトル           | ゲスト                                                                                            |
| -- | -------------- | ---------------------- | ------------------------------------------------------------------------------------------------- |
| 1  | 1972年 10月9日 | いざ旅立ちの時         | 吉沢京子（美代）                                                                                  |
| 2  | 10月16日       | 愛は風と共に           | 吉沢京子（美代）                                                                                  |
| 3  | 10月23日       | いのちの輝き           | 笹原光子（お八重）、山本一郎（三月小雁）、坂本高章（吾助）、千葉敏郎（鬼八）                      |
| 4  | 10月30日       | 青春は誰のものか       | 相原ふさ子（志乃）、山口雅生（羽矢平八郎）                                                        |
| 5  | 11月6日        | 信じてこそ･･･          | 小野朝美（みね）、岡浩也（小吉）                                                                  |
| 6  | 11月13日       | 幼ともだち             | 杉山光広（小太郎）、志乃原良子（小雪）                                                            |
| 7  | 11月20日       | 長い旅の果てに         | 京春上（夕鶴）、中村章（松永弾正）                                                                |
| 8  | 11月27日       | 父よりも強く･･･        | 松尾悦子（奈々）、平野康（鉄之助）、玉生司郎（源八郎）                                            |
| 9  | 12月4日        | 男が燃えるとき         |                                                                                                   |
| 10 | 12月11日       | 黒き瞳の輝き           | 新藤恵美（お雪）、倉石和旺（兵吉）                                                                |
| 11 | 12月18日       | おれは太陽の子         | 東三千（りく）                                                                                    |
| 12 | 12月25日       | 明日に向って!!         | 松木聖（藤乃）、島田明広（千太）                                                                  |
| 13 | 1973年 1月1日  | 春を迎えるとき         |                                                                                                   |
| 14 | 1月8日         | 若者よ大きく生きよう   | 高峰圭二（木の葉鬼太郎）、石田信之（岩井竜之助）、 伴勇太郎（光輪坊）、浪花五郎（一鬼）、粟屋芳美 |
| 15 | 1月15日        | おれの夢は朝日のように | 尾崎奈々（きよ）、和久井節緒（雲泥坊）、那須伸太郎（軍太夫）、坂本香                              |
| 16 | 1月22日        | 姉おとうと             | 中山克己（市松）、長島隆一（利兵衛）                                                              |
| 17 | 1月29日        | 花嫁は心の中に         | 久里みのる（喜八）、小柳冴子（久美）、芦田鉄雄（黒田朱門）                                        |
| 18 | 2月5日         | 赤いひとすじの糸       | 星光子（紅葉）、五味竜之介（乱丸）                                                                |
| 19 | 2月12日        | 大空の呼び声           | 小野恵子（おリン）、西田良（猪之吉）                                                              |
| 20 | 2月19日        | 命もえてこそ           | 西山恵子（お千代）、柿沢邦彦（次郎太）                                                            |
| 21 | 2月26日        | 風花によみがえる剣豪   | 草薙幸二郎（佐野又兵衛）、瞳順子（美津）、西山辰夫（矢車屋玄蔵）                                  |
| 22 | 3月5日         | 明日に咲く花           | テレサ野田（たえ）、宇崎尚韶（星野源九郎）                                                        |
| 23 | 3月12日        | 霧のはれるとき         | 唐沢民賢（休一）、那智映美（さき）、道井和仁（利吉）、山下幸一（五平）                            |
| 24 | 3月19日        | これがおれの城         | 森下哲夫（源太）、木島みゆき（しま）、那須伸太郎（代官）                                          |
| 25 | 3月26日        | 春を渡る馬子唄         | 森章二（森将監）、小柳圭子（お米）、神山卓三（寅吉）                                              |
| 26 | 4月2日         | 幼い瞳がおれを呼ぶ     | 上田忠好（仁吉）、岡浩也（松吉）、入江慎也（武藤兵馬）、丘夏子（お市）                            |
| 27 | 4月9日         | 大きな世界へ向って!    | 目黒祐樹（真田幸村）                                                                              |

## 放送局
特筆の無い限り全て同時ネット（月曜 19:30 - 20:00）
- TBS（制作局）
- 北海道放送[1]
- 青森テレビ[2]
- 岩手放送[3]
- 秋田放送：木曜 18:00 - 18:30[4]
- 山形放送：水曜 17:30 - 17:30[5]
- 東北放送[6]
- 新潟放送[7]
- 信越放送[8]
- テレビ山梨[9]
- 静岡放送[9]
- 北日本放送：土曜 18:00 - 18:30（遅れネット）[10]
- 北陸放送[7]
- 福井放送[7]
- 中部日本放送[11]
- 朝日放送[12]
- 山陰放送[13]
- 日本海テレビ：水曜 18:00 - 18:30[14]
- 山陽放送[15]
- 中国放送[15]
- テレビ山口[16]
- 四国放送[17]
- テレビ高知[18]
- RKB毎日放送[19]
- 長崎放送[19]
- 熊本放送[19]
- 大分放送[20]
- 宮崎放送[21]
- 南日本放送[21]
- 琉球放送[22]

## 漫画
小学館の学習雑誌に連載
- 小学一年生 1972年11月号 - 1973年3月号 今道英治
- 小学二年生 1972年11月号 城代ひろし
- 小学三年生 1972年11月号 - 12月号 内山まもる
- 小学四年生 1972年11月号 - 1973年2月号 宮本ひかる
- 小学五年生 1972年11月号 - 1973年3月号 江原伸

## 前後番組
| TBS系 ブラザー劇場 | TBS系 ブラザー劇場 | TBS系 ブラザー劇場 |
| 前番組             | 番組名             | 次番組             |
| ------------------ | ------------------ | ------------------ |
| 刑事くん （第1部） | 熱血猿飛佐助       | 刑事くん （第2部） |